# Ногейра (Лозада)
Ноге́йра (порт. Nogueira) — район (фрегезия) в Португалии, входит в округ Порту. Является составной частью муниципалитета Лозада. По старому административному делению входил в провинцию Дору-Литорал. Входит в экономико-статистический субрегион Тамега, который входит в Северный регион. Население составляет 1060 человек на 2001 год. Занимает площадь 1,93 км².